# Trận chung kết Giải vô địch bóng đá thế giới 2018
Trận chung kết Giải vô địch bóng đá thế giới 2018 là trận đấu bóng đá để xác định đội thắng của giải vô địch bóng đá thế giới 2018. Đây là trận chung kết thứ 21 của giải vô địch bóng đá thế giới, một giải đấu 4 năm một lần được tranh tài bởi các đội tuyển quốc gia nam của các hiệp hội thành viên FIFA. Trận đấu được tổ chức tại sân vận động Luzhniki ở Moskva, Nga, vào ngày 15 tháng 7 năm 2018 và được tranh tài bởi Pháp và Croatia. Pháp giành chiến thắng 4–2 trước Croatia.

## Địa điểm

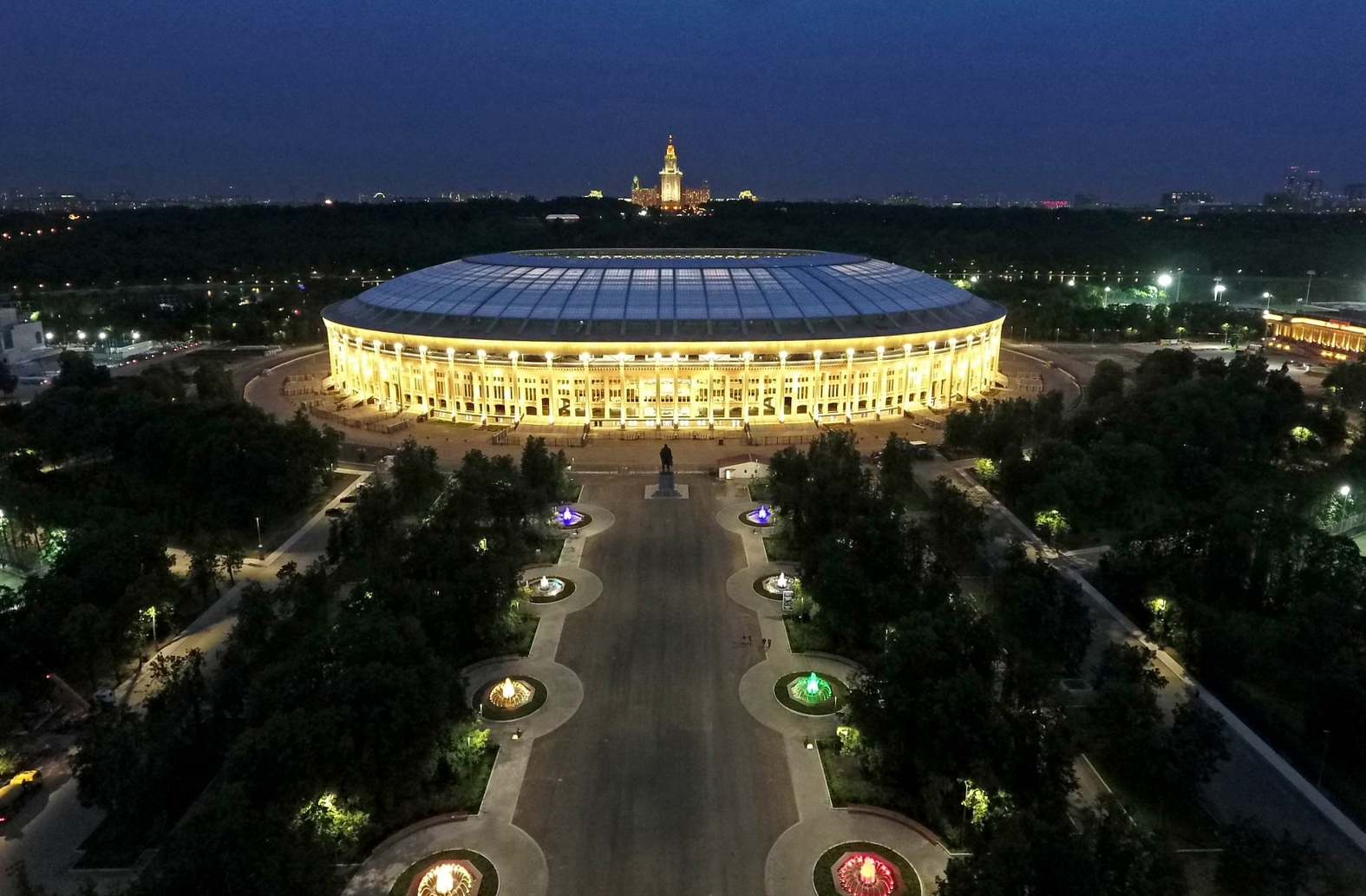
Mặt ngoài của sân vận động Luzhniki vào ban đêm

Trận chung kết được tổ chức tại sân vận động Luzhniki ở Moskva, nằm ở quận Khamovniki thuộc trung tâm hành chính Okrug. Sân vận động Luzhniki được quyết định làm sân vận động theo FIFA vào 2 tháng 12 năm 2010. Sân vận động Luzhniki đã được xác nhận là địa điểm cuối cùng vào ngày 14 tháng 12 năm 2012, sau một cuộc họp của Ủy ban điều hành FIFA tổ chức tại Tokyo, Nhật Bản. Sân vận động cũng được tổ chức 6 trận đấu khác, bao gồm trận mở màn vào ngày 14 tháng 6, ba trận vòng bảng khác, một trận vòng 16 đội, và trận bán kết thứ hai.
Sân vận động Luzhniki, trước đây được gọi là Đấu trường lớn của sân vận động Trung tâm Lenin cho đến năm 1992, ban đầu được khai trương vào năm 1956 như một phần của Khu liên hợp Olympic Luzhniki để tổ chức USSR Summer Spartakiade. Sân vận động đã phục vụ là sân vận động quốc gia của đất nước, tổ chức nhiều trận đấu của đội tuyển quốc gia Nga, và trước đó là đội tuyển quốc gia Liên Xô. Trong quá khứ, sân vận động đã được sử dụng làm sân nhà vào những thời điểm khác nhau cho CSKA Moskva, Torpedo Moscow, và Spartak Moscow. Tuy nhiên, hiện tại không có câu lạc bộ nào có trụ sở tại sân vận động.
Sân vận động đã tổ chức nhiều sự kiện thể thao quốc tế. Sân vận động là địa điểm chính cho Thế vận hội Mùa hè 1980, tổ chức các nghi lễ khai mạc và bế mạc, điền kinh, bóng đá (4 trận đấu, bao gồm cả trận đấu huy chương vàng), và Grand Prix nhảy ngựa cá nhân. Sân vận động được tổ chức Chung kết Cúp UEFA 1999, cũng như Chung kết UEFA Champions League 2008. Các sự kiện khác được tổ chức bao gồm Spartakiad, trò chơi cuối cùng của Giải vô địch khúc côn cầu trên băng thế giới 1957, Đại hội thể thao sinh viên Mùa hè thế giới 1973, Đại hội thể thao hữu nghị vào năm 1984, Đại hội thể thao thiện chí 1986 và Đại hội thể thao trẻ thế giới 1998. Trong năm 2013, Cúp bóng bầu dục bảy người thế giới và Giải vô địch điền kinh thế giới đã được tổ chức tại mặt đất. Sân vận động cũng từng là địa điểm tổ chức nhiều buổi hòa nhạc, bao gồm các nghệ sĩ phương Tây sau sự sụp đổ của Liên Xô, cũng như các cuộc biểu tình chính trị.
Đánh giá về một sân vận động xếp loại 4 của UEFA, sân vận động Luzhniki là sân vận động lớn nhất ở Nga và tại Giải vô địch bóng đá thế giới 2018; nó thường có sức chứa tối đa là 81.006, nhưng điều này đã giảm xuống 78.011 cho Cúp Thế giới. Điều này cũng làm cho sân vận động lớn nhất ở Đông Âu, và tổng thể thứ 8 lớn nhất ở châu Âu. Để chuẩn bị cho Cúp Thế giới, sân vận động đã được đóng cửa để cải tạo rộng rãi vào tháng 8 năm 2013. Các khán giả đã được di chuyển gần hơn với sân, được chuyển đổi từ cỏ nhân tạo thành cỏ tự nhiên, sau khi loại bỏ ca khúc thể thao. Mặt tiền lịch sử của sân vận động được bảo tồn do giá trị kiến trúc của nó, trong khi mái nhà được nâng cấp bằng cách sử dụng một làn da polycacbonat mới với ánh sáng bên ngoài. Luzhniki đã không tổ chức bất kỳ trận đấu nào tại Cúp Liên đoàn các châu lục 2017 do dự án đang diễn ra. Dự án cải tạo trị giá 341 triệu euro, và sân vận động chính thức mở cửa lại với giao hữu quốc tế giữa Nga và Argentina vào ngày 11 tháng 11 năm 2017.

## Bối cảnh
Sau khi Uruguay và Brasil đã bị loại trong vòng tứ kết, một đội bóng châu Âu đã được đảm bảo sẽ lên ngôi vô địch Cúp Thế giới lần thứ 4 liên tiếp sau Ý năm 2006, Tây Ban Nha năm 2010, Đức năm 2014. Trận đấu này cũng là trận chung kết Cúp Thế giới toàn châu Âu lần thứ 9, gần đây nhất đã xảy ra vào năm 2006 và năm 2010.
Trận đấu này là trận chung kết Cúp Thế giới lần thứ ba cho Pháp, đội đã giành chiến thắng trận chung kết năm 1998 với tư cách là chủ nhà, chiến thắng 3–0 trước đương kim vô địch Brasil. Pháp cũng đã giành ngôi á quân trận chung kết năm 2006, nơi họ thua Ý trong một loạt sút luân lưu sau trận hòa 1–1. Chỉ có Đức (8) và Ý (6) mới đạt được trận chung kết nhiều nhất giữa các quốc gia châu Âu.
Trận đấu này là trận chung kết Cúp Thế giới lần đầu tiên cho Croatia trong số 5 lần xuất hiện của đội tuyển này. Đó là đội thứ 10 của châu Âu và đội thứ 13 của thế giới vào được trận chung kết, và mới nhất chính là Tây Ban Nha vào 2010. Với dân số 4,3 triệu người, Croatia trở thành nước ít dân thứ hai có mặt ở trận CK World Cup ở sau Uruguay (vô địch 1930 và năm 1950). Thành tích tốt nhất của Croatia đã từng giành được trong giải vô địch bóng đá thế giới là mùa giải năm 1998, khi họ về thứ ba, thua 2–1 với chủ nhà Pháp trước khi thắng Hà Lan 2–1 trên trận tranh hạng ba.
Trận chung kết là lần thứ sáu gặp nhau giữa Pháp và Croatia, với Pháp trước đó thắng 3 lần và hòa 2 lần. Hai đội gặp nhau lần đầu ở bán kết Giải vô địch bóng đá thế giới 1998, với chủ nhà Pháp thắng 2–1. Lần tiếp họ gặp nhau chính là vòng bảng giải vô địch bóng đá châu Âu 2004, với kết quả hoà 2–2. Trận tiếp và gần đây nhất là một trận giao hữu, với kết quả hoà 0–0.

## Đường tới trận chung kết
| VT | Đội      | ST | Đ |
| -- | -------- | -- | - |
| 1  | Pháp     | 3  | 7 |
| 2  | Đan Mạch | 3  | 5 |
| 3  | Perú     | 3  | 3 |
| 4  | Úc       | 3  | 1 |

| VT | Đội       | ST | Đ |
| -- | --------- | -- | - |
| 1  | Croatia   | 3  | 9 |
| 2  | Argentina | 3  | 4 |
| 3  | Nigeria   | 3  | 3 |
| 4  | Iceland   | 3  | 1 |

### Pháp
Pháp từng giành ngôi Á quân tại Euro 2016, khi họ thua Bồ Đào Nha.
Tại vòng loại khu vực châu Âu, Pháp giành vị trí thứ nhất với 7 trận thắng, 2 trận hòa và 1 trận thua, tổng số điểm 23.
Tại vòng chung kết, Pháp được xếp vào bảng C cùng với Đan Mạch, Peru và Úc. Sau khi Pháp thắng 2–1 trước Úc, thắng 1–0 với Peru và hoà 0–0 với Đan Mạch. Kết quả Pháp nhất bảng và đấu với Argentina. Pháp thắng Argentina với tỷ số 4–3 rồi vào vòng tứ kết với Uruguay, tỷ số là 2–0 và góp mặt vào trận bán kết với Bỉ. Pháp thắng Bỉ với tỷ số 1–0 và vào chung kết với Croatia.

### Croatia
Croatia từng để thua chính Pháp tại France '98 với tỉ số 1–2. Họ đã giành hạng 3 chung cuộc sau khi đánh bại Hà Lan 2–1.
Tại vòng loại khu vực châu Âu, Croatia giành vị trí thứ nhì sau Iceland với 6 trận thắng, 2 trận hòa và 2 trận thua, tổng số điểm 20. Tại vòng play-off, Croatia đã vượt qua Hy Lạp sau khi thắng 4–1 lượt đi và hòa 0–0 lượt về.
Tại vòng chung kết, Croatia được xếp vào bảng D với Argentina, Nigeria và Iceland. Sau khi Croatia thắng 2–0 trước Nigeria, thắng 3–0 với Argentina và thắng 2–1 với Iceland, Croatia nhất bảng và đấu với Đan Mạch. Croatia thắng Đan Mạch với tỷ số 1–1 (h.p) (3–2 p) rồi vào vòng tứ kết với chủ nhà Nga. Croatia thắng chủ nhà Nga với tỷ số 2–2 (h.p) sau loạt sút luân lưu (4–3 p) rồi vào vòng bán kết với Anh. Dù Anh ghi bàn mở tỉ số ở phút thứ năm, nhưng trong hiệp 2 Croatia đã ghi bàn gỡ hòa; trong hiệp phụ Croatia đã ghi bàn để thắng Anh 2–1 để cuối cùng vào chung kết gặp Pháp.

## Trước trận đấu

### Bóng thi đấu
Quả bóng thi đấu chính thức cho trận chung kết là Telstar Mechta (tiếng Nga: Мечта; mơ ước hoặc tham vọng), một biến thể màu đỏ của Adidas Telstar 18 được giới thiệu cho vòng đấu loại trực tiếp. Gia đình Telstar, một sự kính trọng đến Telstar 1970 ban đầu, được thiết kế tương tự như Brazuca năm 2014, nhưng với các đường nối dài hơn và các bảng điều khiển bổ sung, đặc biệt là công nghệ NFC.

### Trọng tài

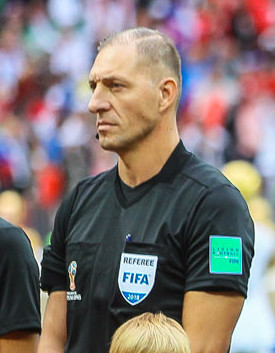
Néstor Pitana ra mắt trận chung kết.

Trọng tài Argentina Néstor Pitana đã được chọn để dẫn dắt đội tuyển chính thức cho trận chung kết, đã được công bố vào ngày 12 tháng 7 năm 2018 bởi Ủy ban trọng tài FIFA. Trận chung kết là trận đấu thứ năm của Pitana với tư cách là trọng tài trong giải đấu, trở thành trọng tài thứ hai để ra mắt trận mở màn và trận chung kết. Pitana ra mắt một trận đấu vòng bảng bổ sung, cùng với hai trận đấu vòng đấu loại trực tiếp ở vòng 16 đội và vòng tứ kết. Pitana đã là một trọng tài FIFA kể từ năm 2010, và đã có bốn trận đấu tại Giải vô địch bóng đá thế giới 2014. Người đồng hương của ông là Hernán Maidana và Juan Pablo Belatti đã được chọn làm trợ lý trọng tài. Björn Kuipers của Hà Lan đã được chọn làm trọng tài thứ tư, với một người bạn của ông là Erwin Zeinstra làm trợ lý trọng tài biên. Người Ý Massimiliano Irrati đã được đặt tên là trợ lý trọng tài video, chủ trì việc sử dụng đầu tiên của công nghệ tại một trận chung kết Cúp Thế giới. Người Argentina Mauro Vigliano đã được chọn làm trợ lý video hỗ trợ trọng tài, trong khi Carlos Astroza của Chile đã được bổ nhiệm làm trợ lý thứ hai và Danny Makkelie của Hà Lan làm trợ lý thứ ba.

### Lễ bế mạc
Lễ bế mạc của giải đấu được tổ chức trước khi bắt đầu trận đấu, với màn biểu diễn "Live It Up", bài hát chính thức của giải đấu, bởi Will Smith, Nicky Jam, và Era Istrefi. Ca sĩ nhạc kịch Aida Garifullina đã hát bài hát dân gian Nga Kalinka, cùng với một dàn hợp xướng và bộ gõ của trẻ em có sự góp mặt của ngôi sao người Brasil Ronaldinho. Tranh cúp Giải vô địch bóng đá thế giới do Philipp Lahm được trình bày, đội trưởng Đức trong trận chung kết năm 2014 và siêu mẫu người Nga Natalia Vodianova.

## Trận đấu

### Tóm tắt
Trận chung kết bắt đầu lúc 18:00 Giờ Moskva (UTC+03:00) do đội Croatia cầm bóng trước, trong điều kiện nhiệt độ 27 °C (81 °F). Có một cơn dông nhỏ với các cú sét quan sát thấy được. Số khán giả đến sân tham dự xem trận đấu là 78.011 trong đó có 10 nguyên thủ quốc gia đương thời, bao gồm tổng thống Nga Vladimir Putin, tổng thống Pháp Emmanuel Macron và tổng thống Croatia Kolinda Grabar-Kitarović cũng như chủ tịch FIFA Gianni Infantino. Đội hình xuất phát của hai đội tương tự như trong hai trận bán kết trước đó.
Croatia là đội kiểm soát bóng chính trong trận đấu (61/39%), với hiệp một bóng lăn chủ yếu bên sân đội Pháp.
Trận đấu đã chứng kiến sự cố bất ngờ ở phút 51. Một nhóm bốn cổ động viên quá khích là các thành viên trong nhóm nhạc Pussy Riot đã vượt qua hàng rào an ninh để chạy vào sân. Điều đó khiến cho trận đấu phải tạm dừng khoảng 1 phút. Sau đó, những nhân viên an ninh đã phải can thiệp kịp thời và lôi những CĐV quá khích này rời khỏi sân. Các thành viên làm gián đoạn trận chung kết sẽ đối mặt mức phạt hành chính 185 USD và nhiều giờ lao động công ích.

### Chi tiết
| Pháp                                                                    | 4–2 | Croatia                       |
| ----------------------------------------------------------------------- | --- | ----------------------------- |
| - Mandžukić 17' (l.n.) - Griezmann 37' (ph.đ.) - Pogba 58' - Mbappé 64' |     | - Perišić 28' - Mandžukić 69' |

| Pháp | Croatia |

| GK               | 1  | Hugo Lloris (c)   |     |     |
| RB               | 2  | Benjamin Pavard   |     |     |
| CB               | 4  | Raphaël Varane    |     |     |
| CB               | 5  | Samuel Umtiti     |     |     |
| LB               | 21 | Lucas Hernández   | 41' |     |
| CM               | 6  | Paul Pogba        |     |     |
| CM               | 13 | N'Golo Kanté      | 27' | 55' |
| RW               | 10 | Kylian Mbappé     |     |     |
| AM               | 7  | Antoine Griezmann | 73' |     |
| LW               | 14 | Blaise Matuidi    |     |     |
| CF               | 9  | Olivier Giroud    |     | 81' |
| Vào thay người:  |    |                   |     |     |
| MF               | 15 | Steven Nzonzi     |     | 55' |
| MF               | 12 | Corentin Tolisso  |     | 73' |
| FW               | 18 | Nabil Fekir       |     | 81' |
| Huấn luyện viên: |    |                   |     |     |
| Didier Deschamps |    |                   |     |     |

| GK               | 23 | Danijel Subašić  |       |     |
| RB               | 2  | Šime Vrsaljko    | 90+2' |     |
| CB               | 6  | Dejan Lovren     |       |     |
| CB               | 21 | Domagoj Vida     |       |     |
| LB               | 3  | Ivan Strinić     |       | 82' |
| CM               | 7  | Ivan Rakitić     |       |     |
| CM               | 11 | Marcelo Brozović |       |     |
| RW               | 18 | Ante Rebić       |       | 71' |
| AM               | 10 | Luka Modrić (c)  |       |     |
| LW               | 4  | Ivan Perišić     |       |     |
| CF               | 17 | Mario Mandžukić  |       |     |
| Vào thay người:  |    |                  |       |     |
| FW               | 9  | Andrej Kramarić  |       | 71' |
| FW               | 20 | Marko Pjaca      |       | 82' |
| Huấn luyện viên: |    |                  |       |     |
| Zlatko Dalić     |    |                  |       |     |

| Cầu thủ xuất sắc nhất trận: Antoine Griezmann (Pháp) Trợ lý trọng tài: Hernán Maidana (Argentina) Juan Pablo Belatti (Argentina) Trọng tài thứ tư: Björn Kuipers (Hà Lan) Trọng tài thứ năm: Erwin Zeinstra (Hà Lan) Trợ lý trọng tài video: Massimiliano Irrati (Ý) Trợ lý trọng tài trợ lý video: Mauro Vigliano (Argentina) Carlos Astroza (Chile) Danny Makkelie (Hà Lan) | Quy tắc trận đấu - 90 phút thi đấu chính thức. - 30 phút của hiệp phụ nếu hòa. - Loạt sút luân lưu nếu tỉ số vẫn hòa. - Tối đa 3 cầu thủ được thay thế, với cầu thủ thứ tư được cho phép trong hiệp phụ. |

## Sau trận đấu
Pháp đã trở thành quốc gia thứ sáu giành chức vô địch Cúp Thế giới nhiều hơn một lần. Didier Deschamps đã trở thành người thứ ba đã giành được Cúp Thế giới với tư cách là cả hai một cầu thủ và huấn luyện viên, sau Franz Beckenbauer và Mário Zagallo. Trận chung kết này là trận chung kết có nhiều bàn thắng kể từ năm 1966 và là điểm số cao nhất trong thời gian thường xuyên kể từ năm 1958. Những đám đông lớn, bao gồm 90.000 người tại khu vực cổ động viên tháp Eiffel và ước tính một triệu người trên đại lộ Champs-Élysées, đã tổ chức chiến thắng ở Paris.
Luka Modrić của Croatia đã giành được Quả bóng vàng là cầu thủ xuất sắc nhất của giải đấu. Antoine Griezmann của Pháp, cầu thủ xuất sắc nhất trận đấu, cũng giành được giải thưởng Quả bóng đồng và Chiếc giày bạc với bốn bàn thắng và hai kiến tạo. Kylian Mbappé đã giành được giải thưởng Cầu thủ trẻ xuất sắc nhất cho giải đấu.